# 赤穂市立御崎小学校
赤穂市立御崎小学校（あこうしりつ みさきしょうがっこう）は、兵庫県赤穂市にある公立小学校。

## 沿革
- 1873年 - 学制実施により思誠小学校開校、正福時を仮校舎とした
- 1874年 - 字西町集会所に移転、三崎小学校と改称
- 1884年 - 蓼州小学校、三崎分校となる
- 1891年 - 新浜村立新浜尋常小学校となる
- 1904年 - 新校舎落成、字紀の国町に移転
- 1907年 - 新浜村立新浜尋常高等小学校と改称
- 1930年 - 字東福浦山に新校舎落成
- 1937年 - 赤穂町立御崎尋常高等小学校と改称
- 1941年 - 赤穂郡赤穂町立御崎国民小学校と改称
- 1947年 - 赤穂郡赤穂町立御崎小学校と改称
- 1951年 - 赤穂市立御崎小学校と改称
- 1973年 - 朝日町3番地に新校舎落成

## 通学区域
- 御崎(尾崎小学区への編入区域を除く。)、元塩町、本水尾町、朝日町、正保橋町、東浜町、元禄橋町、元沖町及び尾崎(清水町と元塩町の町堺を東に延長した線から南の区域)

## 進学先中学校
校区全体が、赤穂市立赤穂東中学校の校区に含まれる。

## 通学区域が隣接している学校
- 赤穂市立尾崎小学校